# Karmel (Gebirge)
Der Karmel oder Carmel (hebräisch כַּרְמֶל, abgeleitet von kerem 'el, „Weinberg Gottes“; arabisch جبل الكرمل Dschabal al-Karmil) ist ein Gebirgszug in Nordisrael im Bezirk Haifa bei Tirat Carmel. Er ist in Nord-Süd-Richtung 23 Kilometer lang und 8 bis 10 Kilometer breit und erhebt sich bis auf eine Höhe von 546 Metern entlang der Mittelmeer-Küstenebene. Wegen der verhältnismäßig hohen Niederschläge hat das Gebirge eine für die Region üppige Vegetation und wurde zum Nationalpark erklärt.
Im übertragenen Sinn kann der Karmel auch ein Kloster der nach dem Gebirge benannten Karmeliten oder Karmelitinnen bezeichnen.

## Geologie und Mineralogie

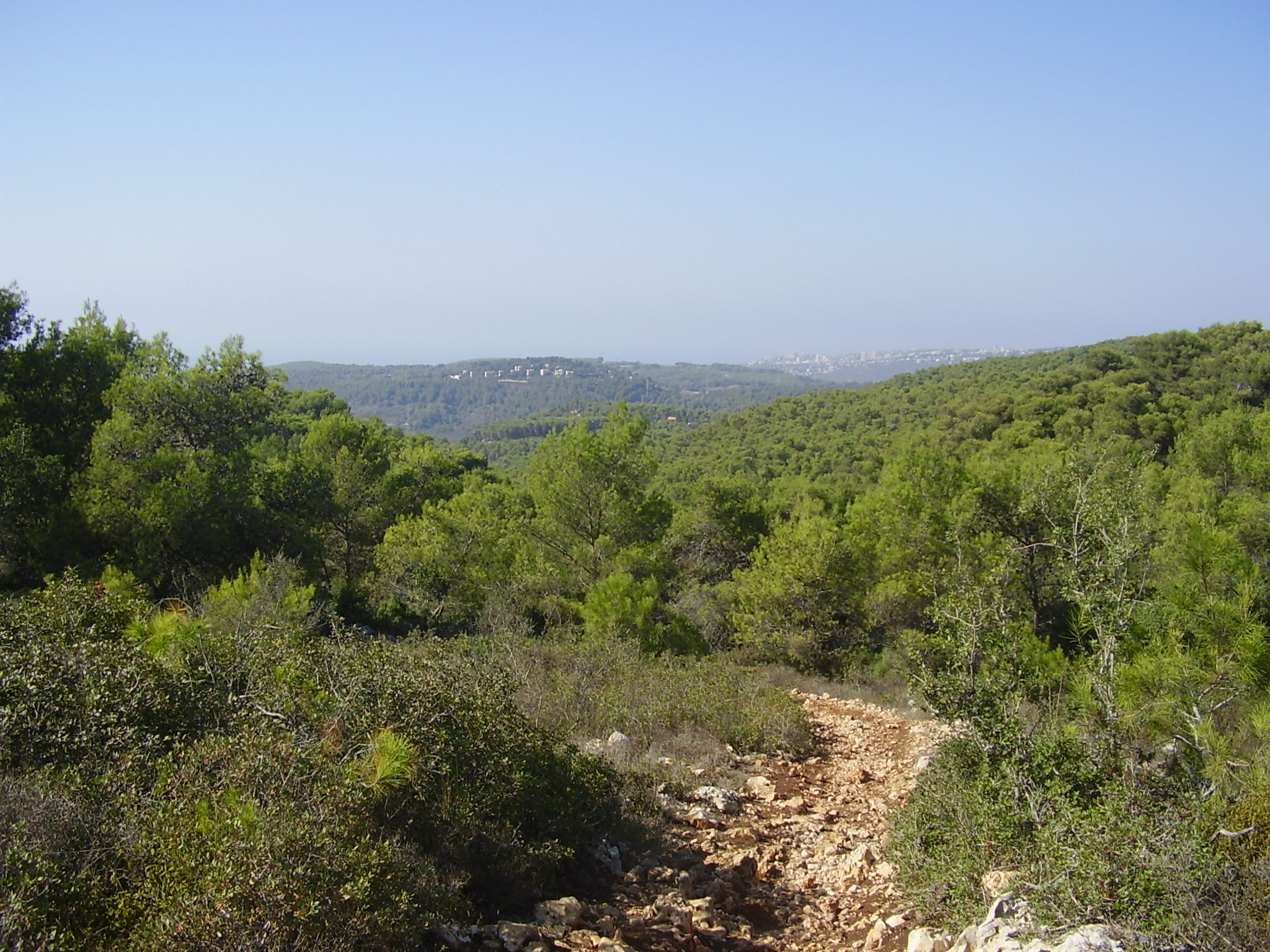
Typische Landschaft

Das Karmel-Gebirge gehört zu den geologisch kompliziertesten Gebieten Israels. Es besteht aus mehreren Blöcken mariner Sedimente, die tektonisch unterschiedlich weit angehoben wurden. Das ist im Norden, südlich der Bucht von Haifa, der Haifa-Block mit der höchsten Erhebung, dem Rom Carmel. Nach Süden hin schließen sich der Daliyat el Karmil-Block und der Menashe-Block an und im Westen der Zikhron-Ofer-Block. Im Nordosten wird das Karmel-Gebirge begrenzt durch die Jesreelebene, durch die der Fluss Kischon fließt und durch die die Karmel-Störung verläuft. Im Westen fällt das Gebirge zum Mittelmeer hin ab.

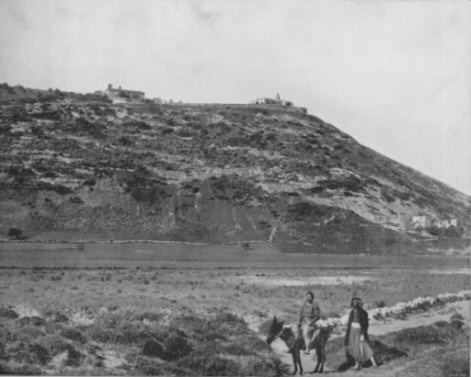
Der Karmel zur Zeit der Osmanen im Jahre 1894

Die vorherrschenden Gesteine des Karmel sind Dolomit und Kalkstein aus der Kreidezeit sowie Riffkalke am Westrand parallel zur Mittelmeerküste und vereinzelt im zentralen Bereich des Karmel. Hinzu kommen Kreideschichten, die Feuersteinknollen enthalten können. Unterbrochen werden die Sedimentschichten durch Erosionshorizonte und Vulkanite der späten Kreidezeit (98–94 Ma), vor allem basische bis ultrabasische Pyroklastite (Tuff, Lapilli) und einige Basaltströme.
Von großem wissenschaftlichen Interesse sind Xenokristalle und Xenolithe, die bei diesen explosiven Eruptionen mit an die Erdoberfläche transportiert wurden. Sie stammen aus dem Entstehungsbereich der Magmen in der unteren kontinentalen Kruste und im oberen Erdmantel in 30 bis 60 km Tiefe und enthalten sehr seltene Minerale, die nur bei extrem sauerstoffarmen Bedingungen gebildet werden, wie sie z. B. bei der Entstehung des Sonnensystems herrschten. Die Vulkanite des Karmel-Gebirges sowie die bei deren Verwitterung gebildeten Sedimente sind die Typlokalität der Minerale Karmeltazit, der nach dem Karmel-Gebirge benannt worden ist, Kishonit, benannt nach dem Fluss Kischon am Nord-Ost-Rand des Karmel-Gebirges und das erste in der Natur gefundene Metallhydrid, Griffinit, Magnéliit, Mizrait-(Ce), Oreillyit, Sassit, Toledoit, Yeit und Ziroit. Weitere Minerale waren bislang nur aus Meteoriten bekannt und wurden hier zum ersten Mal auf der Erde gefunden, z. B. Krotit.
Bei den Xenokristallen handelt es sich vorwiegend um Korund (Al2O3), Zirkon (ZrSiO4), magnesiumreichen Ilmenit ((Fe,Mg)TiO3), Klinopyroxen (Augit-, Tissintit- und Mischkristalle), Spinell (MgAl2O4) und Moissanit (SiC). Korund tritt in den Varietäten Rubin und Saphir auf und kann Edelsteinqualität erreichen. Die Firma Shefa in Israel (G.M.) Ltd. förderte diese Rubine und Saphire und vermarktete sie unter den Namen Holy Gems und Carmel Sapphire.
Die Korund-Xenokristalle enthalten Schmelzeinschlüsse, in denen zahlreiche Minerale unter sehr sauerstoffarmen Bedingungen kristallisierten. Dies sind Spinell, Sassit (Ti3+2Ti4+O5), Tistarit (Ti3+2O3), der Entmischungen von Kaitianit enthalten kann, Karmeltazit (ZrAl2Ti4O11), Hibonit (CaAl12O19), Nöggerathit (Ca2Zr2TiTi2FeO14), Machiit (Al2Ti3O9), Griffinit (Al2TiO5), Dmisteinbergit (CaAl2Si2O8) und verschiedene unbekannte Silikate, z. B. MgTiAl2(Si,Zr)O8 sowie die Sulfide Wassonit (TiS), (Ti,Cr)S, Oldhamit (CaS), MnS und die Karbide Khamrabaevit (TiC) und Moissanit (SiC) sowie das Borid Jingsuiit (TiB2). Hinzu kommen Mischkristalle aus Titannitrid (TiN) und Titanoxid (TiO) sowie die Silicide Fe3Si und Fe2Ti2Si.
Die Pyroklastite enthalten verbreitet metallische Kügelchen von bis zu 3 mm Durchmesser. Sie bestehen aus metallischem Eisen oder Eisen-Nickel-Chrom-Mangan-Legierungen, sind ummantelt von Fe-Ti-Oxiden wie Ferroarmalcolit (Fe2+Ti2O5) und können Einschlüsse von Wüstit (FeO) enthalten.
An zwei Stellen des Karmel-Gebirges wurden Hibonit-Gehlenit-reiche Xenolithe gefunden. Sie bestehen neben Hibonit und Gehlenit (CaAl(SiAl)O7) aus Anorthit, Kushiroit (CaAlAlO6), Grossit (CaAl4O7), Perowskit (CaTiO3), möglicherweise Ca-Lorenzenit, Korund und dem Ni-Spinell Chihmingit (NiAl2O4). In den Kristallzwischenräumen finden sich noch geringe Mengen Larnit (Ca2(SiO4)) und Ca4Al6O13.

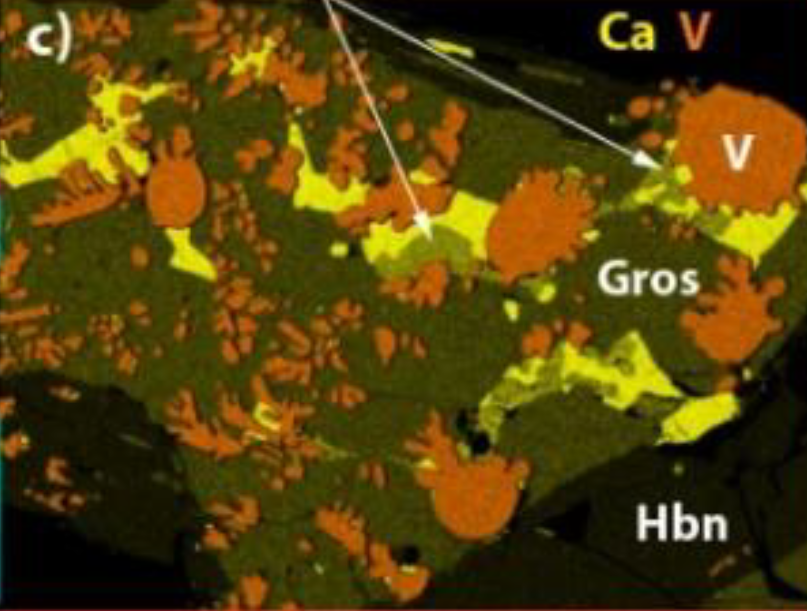
Elektronenmikroskopisches Bild eines Hibonit-Grossit-Vanadium-Aggregates. Hbn: Hibonit (schwarz), Gros: Grossit (dunkel-olivgrün), Ca_{4}Al_{6}F_{2}O_{12} (hell-olivgrün), Fluorit (gelb)

Ebenfalls sehr seltene Hibonit-Grossit-Vanadium-Xenolithe bestehen aus bis zu 1 cm großen, tafeligen Hibonit-Kristallen in einer Matrix aus Grossit, Spinell (Spinell-Dellagiustait-Mischkristalle variabler Zusammensetzung) und Krotit (CaAl2O4) mit Ca4Al6F2O12, Fluorit (CaF2) und Perowskit in den Kristallzwischenräumen. Bemerkenswert sind kugelförmige Einschlüsse von metallischem Vanadium und Vanadium-Mangan-Legierungen in Hibonit und Grossit, was auf extrem niedrige Sauerstoffgehalte hindeutet. Zusammen mit metallischem Vanadium tritt vereinzelt noch Kishonit (VH2) auf. In den Kristallzwischenräumen finden sich Vanadium-Aluminium-Legierungen.
Die natürliche Herkunft der Korund-Xenokristalle mit ihren interessanten Schmelzeinschlüssen wurde kontrovers diskutiert. Elektrokorunde, die in einem elektrischen Lichtbogen aus Bauxit hergestellt wurden, enthalten vergleichbare Schmelzeinschlüsse mit ähnlichen Karbiden und Siliciden. In einen industriell hoch entwickelten Gebiet wie der Region um Haifa mit eigener Aluminiumindustrie sei eine Verunreinigung der Proben durch Abfälle der Korundherstellung oder metallurgische Schlacken schwer auszuschließen, insbesondere bei Abbaumethoden wie denen der Edelsteingewinnung durch Shefa Gems. Andererseits würden die Zusammensetzung der Proben, das Fehlen von Bauxit, anders als bei Rückständen der Elektrokorund-Herstellung, und die Lage der Fundstellen, zum Teil unter ungestörten alten Sedimenten, eine neuzeitliche Verunreinigung ausschließen.

## Natur
Aufgrund reichlicher Niederschläge gedeihen in den Niederungen verschiedene Pflanzen und Sträucher. In den Tälern werden Wein, Orangen, Bananen, Feigen und andere Früchte angebaut. Charakteristische Bäume sind die Aleppokiefer, Eichen, Johannisbrotbäume, Platanen, Wacholder und Zypressen. Die reiche Vegetation des Karmel mit ihren seltenen Blumen, dem Duft der Orangen und Oliven wird bereits in alten Chroniken gepriesen. Im Jahr 1860 schrieb Wolf Alois Meisel über den Karmel:
„Geheimen Schauer und Schrecken flößen die Schluchten und Höhlen ein, an denen der Carmel so reich ist; er hat der letzteren mehr als tausend. Die berühmteste und größte unter ihnen ist die, in welcher der Prophet Elijahu gewohnt hat; denn ihn, dem begeisterten Eiferer für Gott, Tugend und Wahrheit, dankt der Carmel zumeist den Charakter der Heiligkeit, der ihm anhaftet.“

## Geschichte

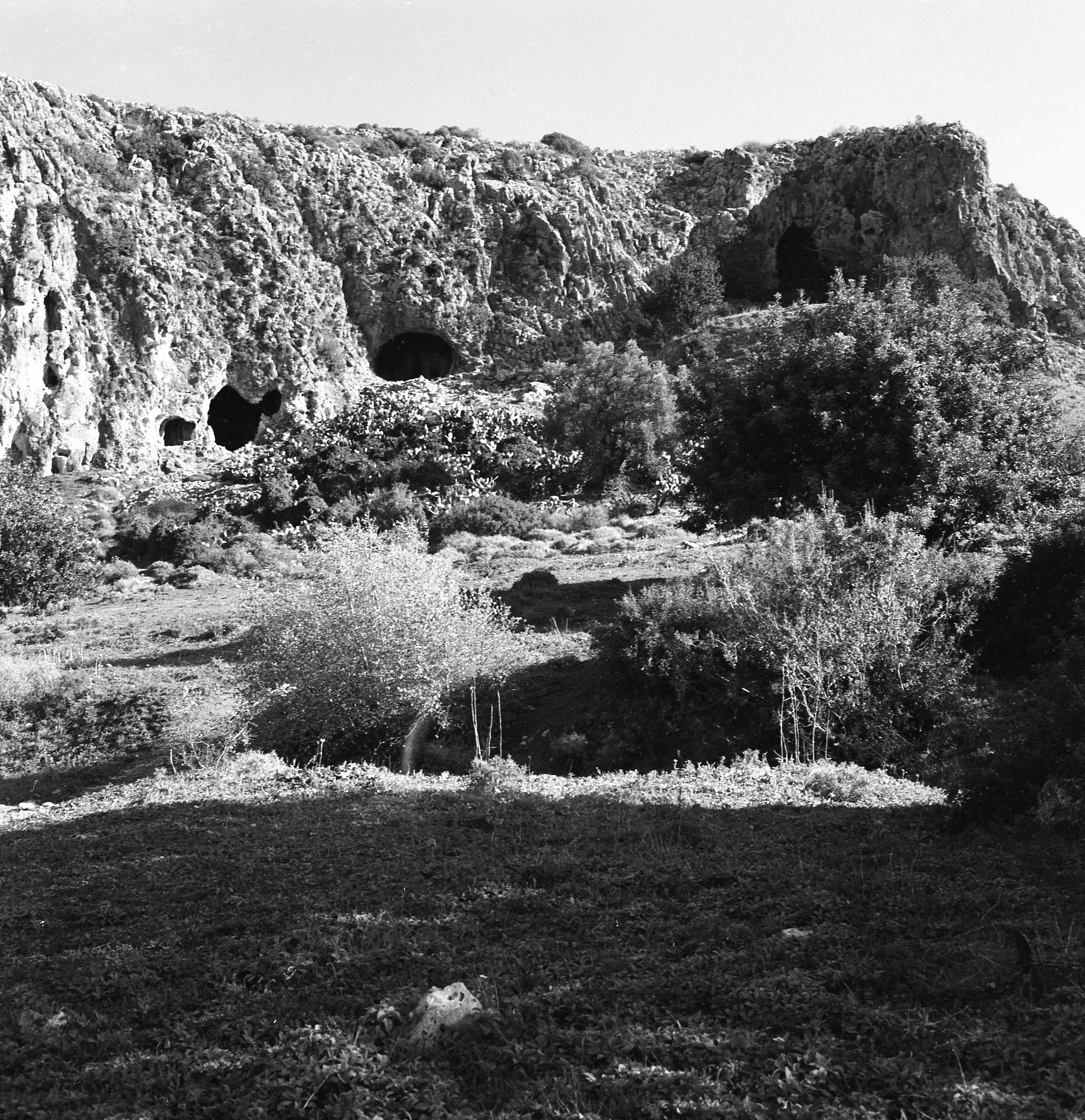
Karsthöhlen des Karmel-Gebirges

Das Gebiet des Karmel gehört zu den frühen Siedlungsgebieten der Menschheit außerhalb Afrikas. In den Höhlen von Kebara, Skhul (eine der Höhlen des als UNESCO-Welterbe gewürdigten Nahal Me’arot) und Misliya wurden Spuren der Neandertaler und des archaischen Homo sapiens aus der Zeit vor etwa 130.000 Jahren (Altsteinzeit) gefunden.
Von den Kanaanitern wurde am Karmel der Gott Ba’al verehrt. Gemäß alttestamentlicher Überlieferung soll David um 1000 v. Chr. das Gebiet in sein Reich eingegliedert haben.
Gemäß biblischer Überlieferung endete die Anbetung des Baal unter der Herrschaft des König Ahab im 9. Jahrhundert v. Chr. Nach einer Probe auf dem Berg Karmel, wobei Elija JHWH als den wahren Gott kennzeichnete, tötete das Volk die Baalspropheten (1 Kön 18,18–40 ). Damit hatte sich die Anbetung des JHWH gegen die Vorläuferreligion durchgesetzt. In den folgenden Jahrhunderten wechselte die Herrschaft über das Karmelgebiet häufig.
Ab der Zeit der Kreuzzüge ließen sich Christen am Karmel nieder. Das Gebiet gehörte zeitweilig zum Assyrischen, Römischen, Byzantinischen, Osmanischen Reich, nach Ende des Ersten Weltkriegs zum Völkerbundsmandat für Palästina. Seit 1948 ist das Gebirge israelisches Staatsgebiet.

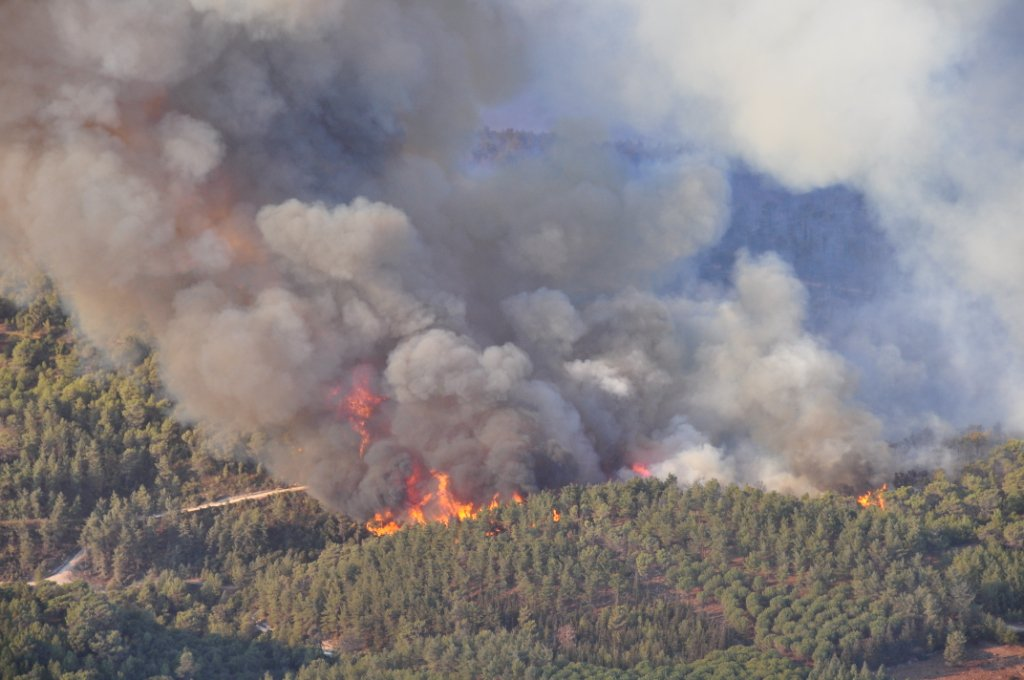
Waldbrand im Karmelgebirge 2010

Im Dezember 2010 brach im nördlichen Karmelgebirge ein Brand aus, der auf weite Waldflächen übergriff und große Schäden anrichtete (siehe Hauptartikel Waldbrand in Israel 2010). Mehrere tausend Hektar Wald fielen dem Feuer zum Opfer.

## Orte im Bereich des Karmel

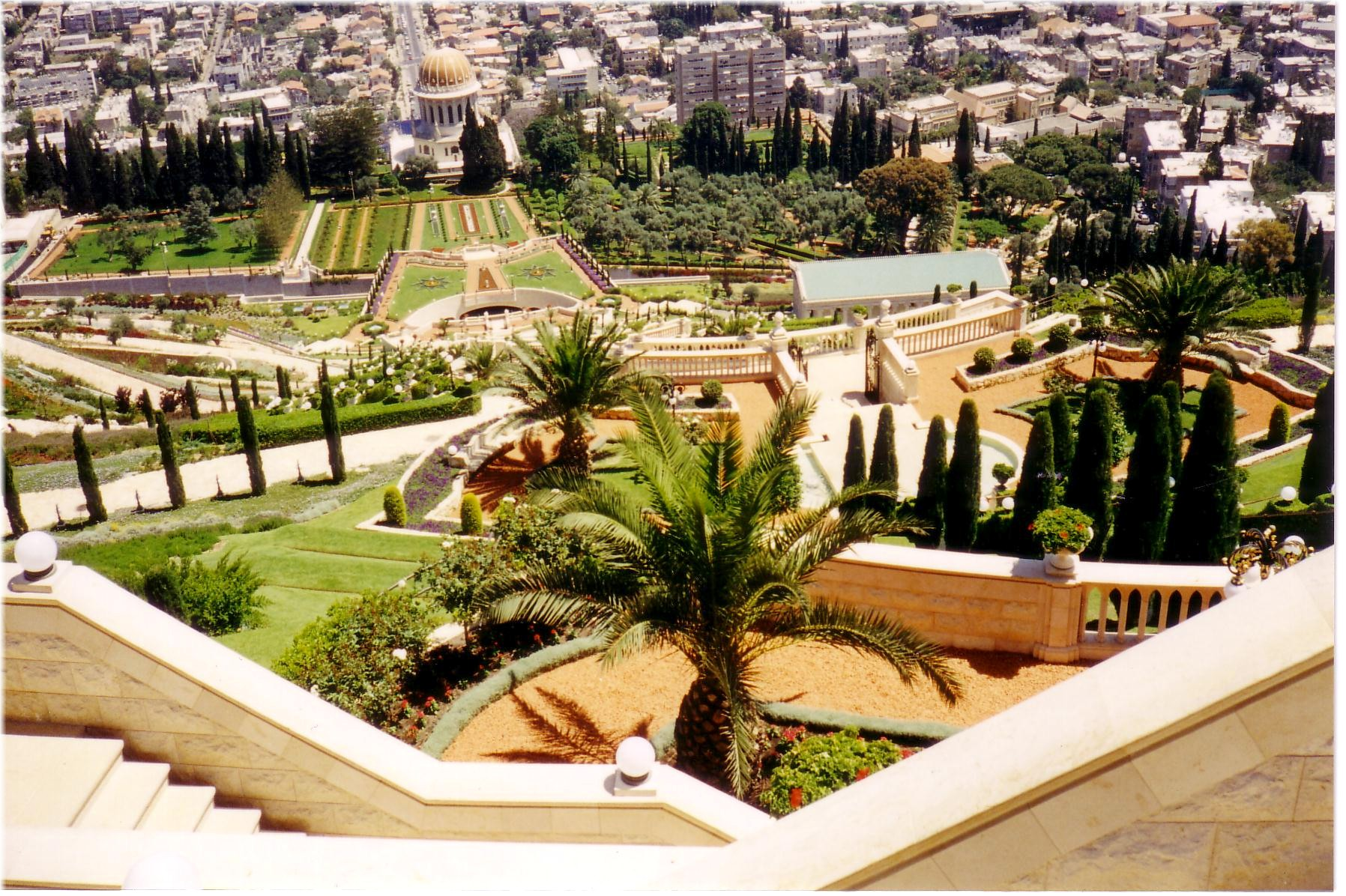
Die Terrassengärten im Bahai-Weltzentrum

Wichtigste Stadt im Bereich des Karmel ist Haifa, das sich an den Nordhängen des Gebirges, dem Karmelkap, über 300 Meter Höhenunterschied vom Meer die Berghänge hinauf erstreckt. Besonders markant ist der Hochhausturm der im Kammbereich liegenden Universität.
Touristisch interessant sind außerdem die Drusendörfer Daliyat al-Karmil und Isfiya, die beiden christlichen Karmelitenklöster, das Künstlerdorf En Hod und Zichron Ja’akow, die Stadt, in der der größte israelische Weinproduzent Carmel einen seiner Hauptsitze hat.
Am Karmelgebirge bestehen noch zwei Klöster der Karmeliten. Das Kloster Muhraqa am südöstlichen Karmel soll an der Stelle liegen, an welcher der Prophet Elija einen Gottesbeweis gegen die Priester des Baal geführt und sie anschließend getötet hat (1 Kön 18 ). Das Karmelitenkloster am Karmelkap liegt am Nordende des Gebirges in Haifa. Unterhalb der Kirche befindet sich eine Grotte, die nach der Überlieferung Elija als Wohnung diente.
Außerdem befindet sich in Haifa der Schrein des Bab, der sich innerhalb der Hängenden Gärten der Bahai befindet. Diese architektonisch interessante Parkanlage erstreckt sich über einen Kilometer hinab zur deutschen Siedlung, die von der protestantisch-pietistischen Tempelgesellschaft ab 1869 erbaut wurde. In Haifa befindet sich das Bahai-Weltzentrum, das 2008 von der UNESCO zum Weltkulturerbe ernannt wurde. Im Mai 2001 fand in den Bahai-Gärten ein großes Event statt. Dabei wurden die Kantate O Queen of Carmel von Tolib Schahidij sowie das Oratorium Traces of Light des norwegischen Komponisten Lasse Thoresen uraufgeführt.

## Religionen und der Karmel

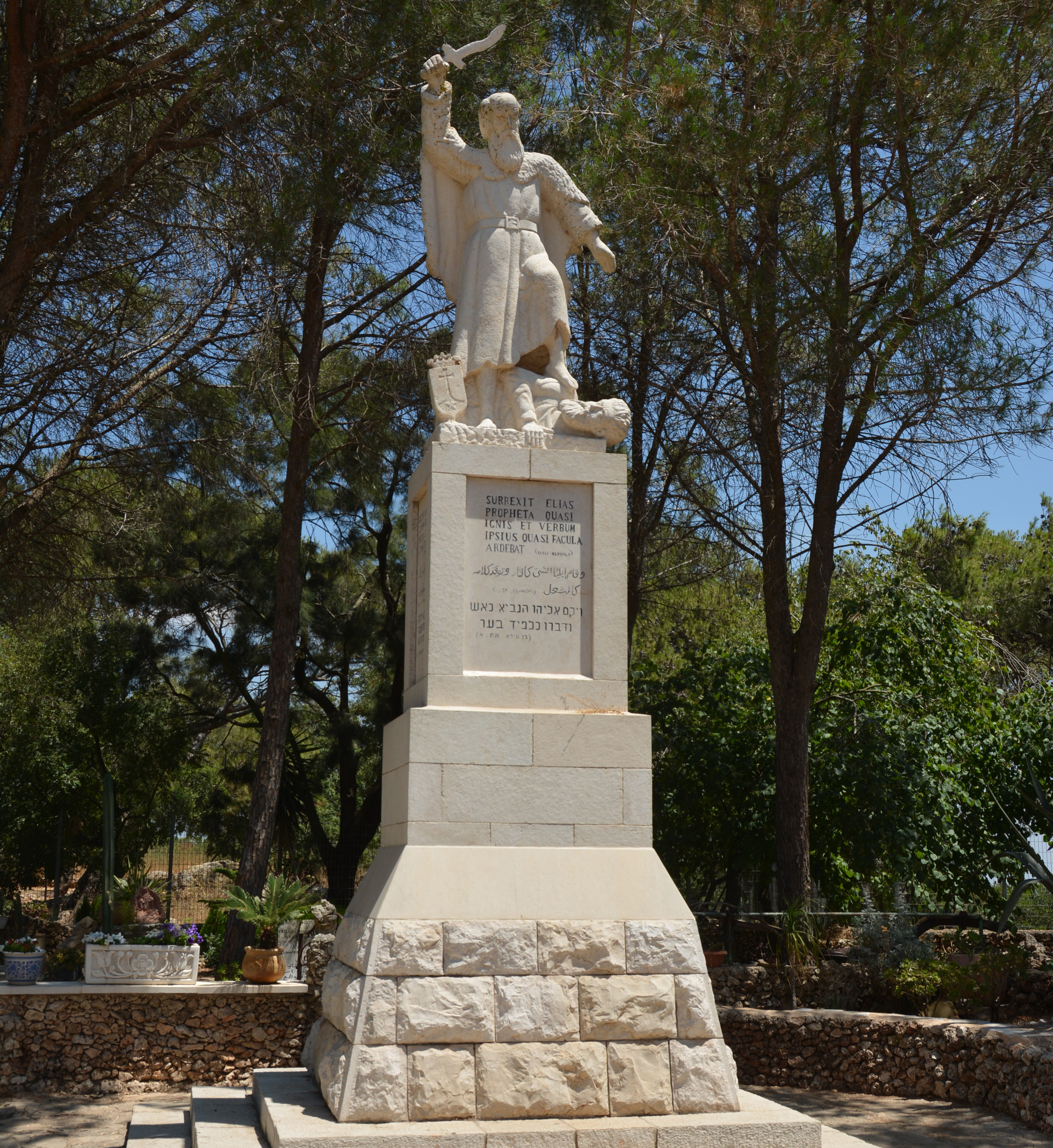
Statue des Propheten Elia auf dem Berg Karmel: „Der Prophet Elia erhob sich wie Feuer und seine Worte brannten wie Fackeln, 1.Kön.18“

Im Tanach kommt der Berg Karmel neben den Erwähnungen in der Erzählung über Elija (1 Kön 18) noch an weiteren Stellen explizit namentlich vor:
- Jos 12,22: Im Rahmen der Landnahme-Erzählungen findet sich der König von Jokneam am Karmel in einer Auflistung der von Josua besiegten Könige.
- Jos 19,26: Im Rahmen geografischer Verortungen von den Gebietsgrenzen des Stamms Asser kommt der Karmel beiläufig vor.
- 2 Kön 2,25; 4,25: Von Elischa wird berichtet, dass er sich dort aufhält und von dort aus in der Umgebung Wunder vollbringt. Er wird dort z. B. von einer Schunemiterin aufgesucht, deren Sohn tot ist. Elischa erweckt ihn wieder zum Leben.
- 2 Chr 26,10: Usija macht sich das agrarwirtschaftliche Potential des Karmel zunutze.
- Hohelied Salomos 7,6: Der Kopf der Geliebten wird mit dem Karmel verglichen.
- Darüber hinaus kommt der Karmel auch in der prophetischen Literatur vor, z. B.: Jesaja 33,9; 35,2; Jeremia 46,18; Jer 50,19; Amos 1,2; 9,3; Nahum 1,4.

Im Christentum hat der Orden der Karmeliten einen besonderen Bezug zum Karmel.
Darüber hinaus findet sich heutzutage das Weltzentrum der Bahai auf dem Berg Karmel.